# Virginia Slims of Oklahoma 1987
Virginia Slims of Oklahoma 1987 — жіночий тенісний турнір, що проходив на закритих кортах з твердим покриттям в Оклахома-Сіті (США). Належав до турнірів категорії 1+ в рамках Світової чемпіонської серії Вірджинії Слімс 1987. Турнір відбувся вдруге і тривав з 9 до 15 лютого 1987 року. Четверта сіяна Елізабет Смайлі здобула титул в одиночному розряді.

## Фінальна частина

### Одиночний розряд
Елізабет Смайлі —  Лорі Макніл 4–6, 6–3, 7–5
- Для Смайлі це був 1-й титул в одиночному розряді за сезон і 3-й — за кар'єру.

### Парний розряд
Пархоменко Світлана Германівна /  Лариса Савченко —  Лорі Макніл /  Кім Сендс 6–4, 6–4